# Peypin-d’Aigues
Peypin-d’Aigues település Franciaországban, Vaucluse megyében. Lakosainak száma 663 fő (2022. január 1.). Peypin-d’Aigues Céreste-en-Luberon, Grambois, La Motte-d’Aigues, Saint-Martin-de-Castillon, Saint-Martin-de-la-Brasque és Vitrolles-en-Luberon községekkel határos.

## Népesség
A település népességének változása:
| Lakosok száma | 627  | 652  | 674  | 674  | 674  | 673  | 673  | 670  | 663  |
|               | 2013 | 2015 | 2016 | 2017 | 2018 | 2019 | 2020 | 2021 | 2022 |